# شهرستان سرآب
شهرستان سراب در استان آذربایجان شرقی، ایران است.  مرکز این شهرستان شهر سراب است.
در سرشماری سال ۲۰۰۶، جمعیت این شهرستان ۱۳۲۰۹۴ نفر در ۳۱۹۷۷ خانوار بود. سرشماری زیر در سال ۲۰۱۱ تعداد ۱۳۱۹۳۴ نفر در ۳۷۰۲۹ خانوار را به خود اختصاص داد. در سرشماری سال ۲۰۱۶، جمعیت این شهرستان ۱۲۵۳۴۱ نفر در ۳۸۴۴۶ خانوار بوده است.

## تقسیمات کشوری
در تقسیمات جدید کشوری ایران که در سال ۱۳۱۶ خورشیدی شکل گرفت، سرآب به عنوان بخش تعیین شد. به تصویب هیئت وزیران در سیزدهم امرداد ۱۳۲۷ بخش سرآب به شهرستان تبدیل شد.
در هرحال شهر سرآب بزرگ‌ترین نقطه شهری شهرستان سرآب می‌باشد.

### بخش مرکزی شهرستان سرآب
- شهرک اسبفروشان
- دهستان ابرغان
- دهستان حومه
- دهستان رازلیق
- دهستان صائین
- دهستان ملایعقوب (اردها)

شهرها: سرآب

### بخش مهربان
- دهستان اردلان
- دهستان آلان برآغوش
- دهستان شربیان
- دهستان عسگرآباد
- شهرها: مهربان، شربیان، دوزدوزان
- روستای هدف گردشگری اردها
- روستای دامنه بزغوش: سردها
- روستای صومعه ملکشاه در دامنه بزگوش

## اماکن دیدنی
- مسجد جامع سرآب
- موزه مردم‌شناسی عشایر سرآب
- تیمچه حاج ملک
- راسته‌بازار سرآب
- پارک و شهربازی شهید بهشتی

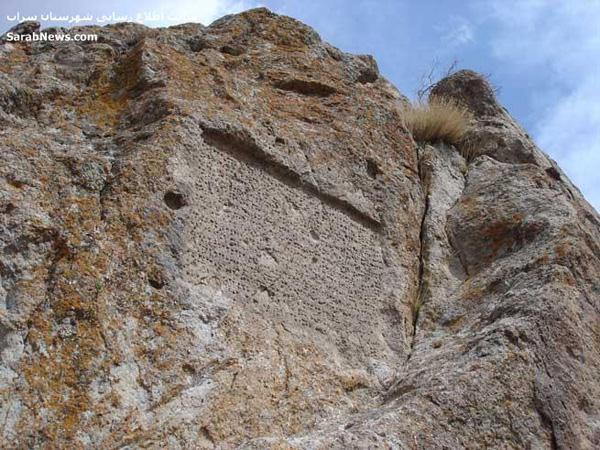
کتیبه رازلیق شهرستان سرآب

- منطقه نمونه گردشگری ابگرم اسبفروشان
- سنگ نبشته میخی اوراتویی رازلیق
- کتیبه سنگ نبشته میخی اوراتوئی نشتبان
- تپه باستانی قلعه جوق
- تپه پوللو موللی
- امامزاده بزرگ (سرآب)

## جمعیت
بر اساس آمار سال ۹۵ جمعیت سرآب برابر ۱۱۲۰۹۴ نفر بوده‌است.

## دانشگاه‌ها
- دانشگاه آموزشی و تحقیقاتی علوم پزشکی سرآب
- دانشگاه آزاد اسلامی واحد سرآب
- دانشکده علوم پزشکی دانشگاه آزاد اسلامی سرآب
- دانشگاه آزاد اسلامی مرکز مهربان
- دانشگاه پیام نور سرآب
- دانشگاه پیام نور شربیان
- دانشکده علوم پزشکی سرآب وابسته به دانشگاه علوم پزشکی تبریز
- دانشکده فنی و حرفه‌ای پسران سرآب